# Melody Thornton
 (décembre 2019).
Si vous disposez d'ouvrages ou d'articles de référence ou si vous connaissez des sites web de qualité traitant du thème abordé ici, merci de compléter l'article en donnant les références utiles à sa vérifiabilité et en les liant à la section « Notes et références ».
Pour les articles homonymes, voir Thornton.
Melody Thornton, née le 28 septembre 1984, est une chanteuse américaine, surtout connue pour avoir été membre du groupe The Pussycat Dolls.
Durant l'été 2010, Melody Thornton annonça son départ du groupe pour pouvoir se consacrer à sa carrière solo.

## Biographie
Melody Thornton naît le 28 septembre 1984 à Phoenix en Arizona. Elle est d’origine afro-américaine par son père  et mexicaine par sa mère. Elle fit ses études secondaires à la Camelback High School d'où elle obtient son diplôme en 2003. C'est notamment au secondaire qu'elle commença à s'intéresser à la musique.

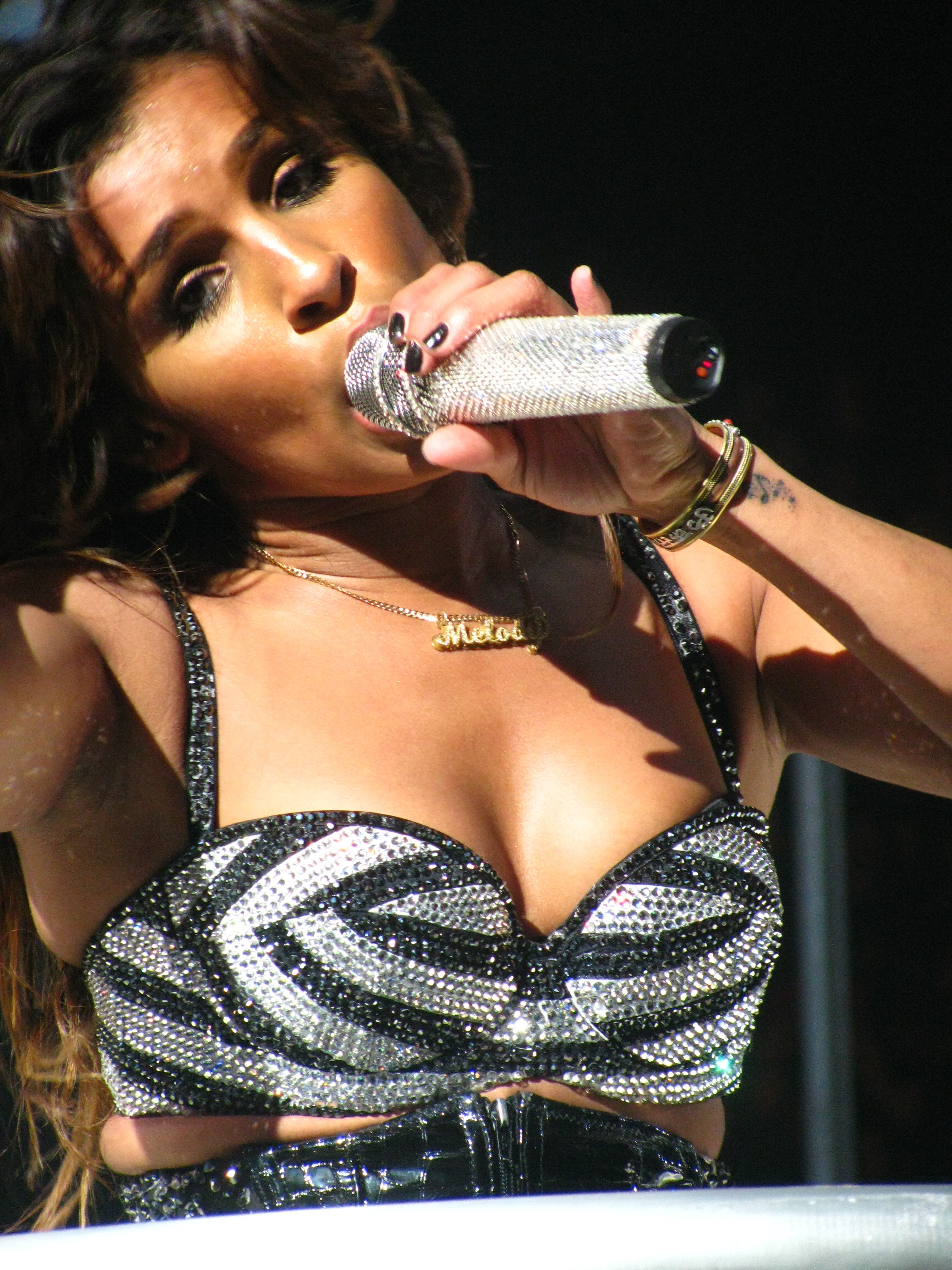
Melody sur scène lors du Circus Tour en 2009.

Robin Antin veut trouver des chanteuses afin de former un groupe de filles. Elle passa l'audition et fut prise dans le groupe; groupe qui se nommera The Pussycat Dolls. Melody Thornton est surnommée Baby Doll, puisqu'elle est la plus jeune.
Les Pussycat Dolls explosent grâce à leur premier album, PCD sorti en 2005. Leurs singles Don't Cha, Buttons et Stickwitu rencontrent un succès massif dans les palmarès, et sont nommées aux Grammy Awards. Elles s'embarquent dans une immense tournée en 2006 qui rencontra beaucoup de succès. Mais une brique tombe sur la tête du groupe: Carmit Bachar quitte le groupe pour d'autres projets.
Malgré le départ de Carmit, les Pussycat Dolls lancent leur deuxième album, Doll Domination, un des albums les plus attendus de l'année 2008. De cet album les singles When I Grow Up, I Hate This Part, Jai Ho! (You Are My Destiny) et Hush Hush sortent et sont des succès commerciaux. Elles partent en tournée, le Doll Domination Tour, tournée rapportant encore beaucoup de succès, et surtout très rentable. Alors qu'elles font la première partie de la tournée The Circus Starring: Britney Spears de la chanteuse américaine Britney Spears, des rumeurs de tension entre les membres du groupe commencent à circuler. Lors d’un concert, Melody Thorthon lèvera le voile sur ces tensions en attaquant Nicole Scherzinger et les producteurs des Pussycat Dolls. À l'été 2010, Melody Thornton, Jessica Sutta, Ashley Roberts et Kimberly Wyatt quittent la formation, laissant Nicole Scherzinger seule. Ce n'est que quelques semaines plus tard que Nicole annonce son départ du "groupe".
Depuis la séparation des Pussycat Dolls, Melody Thornton apparaît dans quelques projets musicaux, elle fait notamment un caméo dans le clip Slow Dance de Keri Hilson et dans le clip de Jason Derulo " Don't wanna go home" mais elle participa aussi à l'émission Bank of Hollywood. En juin 2010, elle annonce l'enregistrement d'un premier album en solo, un album qui devrait un peu s'éloigner du style des Pussycat Dolls, sans délaisser les sonorités pop. Cee Lo Green, Polow da Don et Lil Wayne devraient travailler sur cet album. Il s'intitule The Beginning et devrait sortir dans le courant de l'année 2011.

## Discographie

### Avec lesPussycat Dolls
- PCD (2005)
- Doll Domination (2008)
- Doll Domination 2.0 (2009)
- Doll Domination Bonus (2009)

### Solo
- The Beginning (2011)
- Piss On Your Black List ( P.O.Y.B.L) (2012)

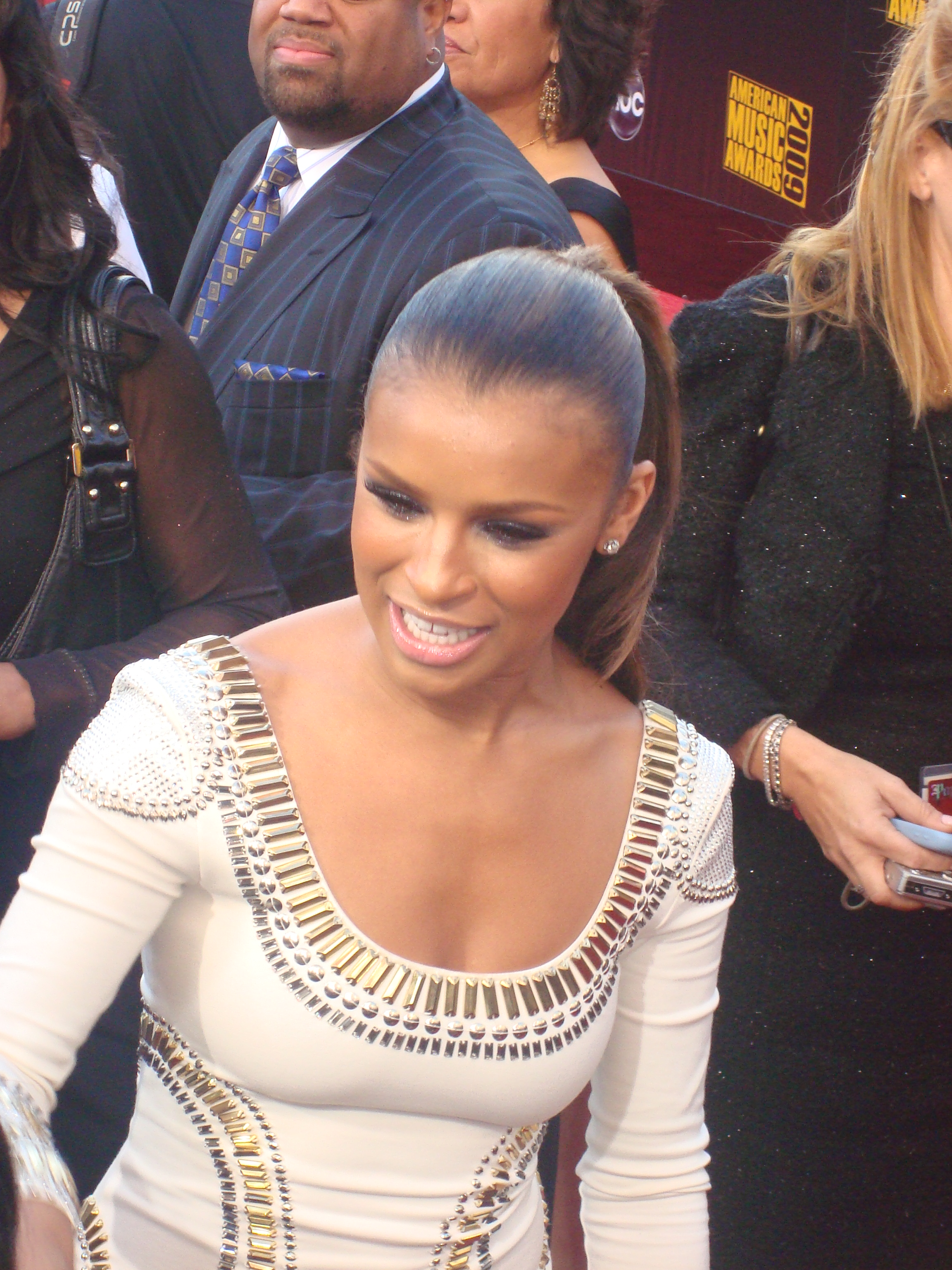
Melody Thornton au American Music Awards en 2007.

### Singles avec lesPussycat Dolls
- Sway (2004)
- Don't Cha avec Busta Rhymes (2005)
- Stickwitu (2006)
- Beep avec Will.i.am (2006)
- Buttons avec Snoop Dogg (2006)
- I Don't Need A Man (2006)
- Wait A Minute avec Timbaland (2006)
- When I Grow Up (2008)
- Whatcha Think About That avec Missy Elliot (2008)
- Bottle Pop avec Snoop Dogg (2008)
- I Hate This Part (2008)
- Jai Ho! (You Are My Destiny) avec A. R. Rahman (2009)
- Hush Hush; Hush Hush (I Will Survive) (2009)

### Singles en solo
- Go Too Far (Jibbs avec Melody Thornton) (2007)
- Space (2008)
- Love Gun (2010)
- Sweet Vendetta (2011)
- Lipstick and Guilt (2012)
- Smoking Gun (2012)
- Someone To Believe (2012)

### Clips en solo
- Lipstick and Guilt (2012)
- Smoking Gun (2012)
- Bulletproof feat. Bobby Newberry (2012)